# Bună dimineața, Vietnam
Bună dimineața, Vietnam (titlu original: Good Morning, Vietnam) este un film american de război de comedie din 1987 scris de Mitch Markowitz și regizat de Barry Levinson. Rolurile principale au fost interpretate de actorii Robin Williams și Forest Whitaker.
Amplasat în Saigon în 1965, în timpul războiului din Vietnam, filmul îl are pe Robin Williams în rolul unui DJ de radio de la Armed Forces Radio Service, care se dovedește extrem de popular în rândul trupelor, dar care își înfurie superiorii. Povestea se bazează vag pe experiențele DJ-ului radio AFRS Adrian Cronauer.

## Distribuție
- Robin Williams - Adrian Cronauer
- Forest Whitaker - Private Edward Garlick
- Tung Thanh Tran - Phan Duc To / Tuan
- Chintara Sukapatana - Trinh
- Bruno Kirby - Lieutenant Steven Hauk
- Robert Wuhl - Marty Lee Dreiwitz
- J. T. Walsh - Sergeant Major Phillip Dickerson
- Noble Willingham - General Taylor
- Richard Edson - Private Abersold
- Richard Portnow - Dan "The Man" Levitan
- Floyd Vivino - Eddie Kirk
- Juney Smith - Phil McPherson
- Củ Bà Nguyễn - Jimmy Wah